# Александровка (Камышинский район)
Александровка — село в Камышинском районе Волгоградской области, в составе Умётовского сельского поселения. Основано как немецкая колония Александерталь (нем. Alexandertal) в 1853 году.
Население — 21 чел. (2010)

## Название
Так как все поселенцы, за малым исключением, пришли из Сосновки, первоначально поселение называлось русскими Новая Сосновка, а немцами — Ней-Шиллинг (нем. Neu-Schilling). Впоследствии это новое селение получило официальное название Александертал (нем. Alexandertal — Александрова долина) в память Императора Александра II (колония называлась уже так по ведомости 1859 г.).

## История
Основано в 1853 году. Первые поселенцы из немецкого села Сосновки(на Волге). До 1917 года — дочерняя немецкая колония (лютеранское село) сначала Иловлинского колонистского округа, а после 1871 года Иловлинской волости (после объединения с Семёновской волостью, переименована в Умётскую) Камышинского уезда Саратовской губернии.
Село относилось к лютеранскому приходу Розенберг. Имелась лютеранская церковь. Часть жителей составляли баптисты.
В 1857 году земли 2458 десятин, в 1910 году — 4384 десятин. В селе имелись ветряная мельница, маслобойня, кузницы, сапожные мастерские. С 1854 года действовала церковно-приходская школа.
В советский период — немецкое село сначала Нижне-Иловлинского района Голо-Карамышского уезда Трудовой коммуны (Области) немцев Поволжья, затем с 1922 года — Каменского, а с 1935 года — Эрленбахского кантона Республики немцев Поволжья. В голод 1921 года родились 28 человек, умерли — 84. В 1926 году — административный центр Александертальского сельсовет (в сельсовет входили: село Александрталь, хутор Кошкино), в селе действовала начальная школа.
В 1927 году постановлением ВЦИК «Об изменениях в административном делении Автономной С. С. Р. Немцев Поволжья и о присвоении немецким селениям прежних наименований, существовавших до 1914 года» селу Новая Сосновка, оно же Нейшилинг Каменского кантона присвоено название Александерталь.
В сентябре 1941 года немецкое население было депортировано. После ликвидации АССР немцев Поволжья село, как и другие населённые пункты Эрленбахского кантона, было передано Сталинградской области. 31 марта 1944 года решением Исполнительного Комитета Сталинградского областного Совета депутатов трудящихся «О переименовании населённых пунктов Сталинградской области, носящих немецкие названия» (№ 10, параграф 30) переименовано в село Александровка. В 1948 году включено в состав Камышинского района.

## География
Село находится в лесостепи, в пределах Приволжской возвышенности, являющейся частью Восточно-Европейской равнины, у левого берега реки Иловля. Почвы: в пойме Иловли — пойменные засолённые, на береговых террасах — каштановые почвы. Средняя высота над уровнем моря — 146 метров.
По автомобильным дорогам расстояние до административного центра сельского поселения села Умёт — 16 км, до районного центра города Камышин — 36 км, до областного центра города Волгоград — 220 км, до города Саратов — 160 км. У села проходит железнодорожная ветка Саратов-Иловля Волгоградского региона Приволжской железной дороги. Ближайшая железнодорожная станция расположена в селе Умёт.
Часовой пояс
Александровка, как и вся Волгоградская область, находится в часовой зоне МСК (московское время). Смещение применяемого времени относительно UTC составляет +3:00. Истинный полдень — 11:44:47 по местному времени

## Население
| 2002 |
| ---- |
| 58   |

| 1859 | 1886 | 1911 | 1920 | 1922 | 1926 | 1931 |
| ---- | ---- | ---- | ---- | ---- | ---- | ---- |
| 213  | ↗445 | ↗536 | ↗758 | ↘703 | ↗723 | ↗855 |
| 2010 |      |      |      |      |      |      |
| ↘21  |      |      |      |      |      |      |